# Marie-Jeanne Durry
Pour les articles homonymes, voir Durry.
Marie-Jeanne Durry, née le 25 mars 1901 à Paris et morte le 2 juin 1980 dans la même ville, est une universitaire et poétesse française. Elle est professeur de littérature française à la faculté des lettres de Paris puis directrice de l'École normale supérieure de jeunes filles de 1956 à 1974.

## Biographie
Marie-Jeanne Walter naît dans le 10e arrondissement de Paris, dans une famille de la bourgeoisie juive. Elle est élève au lycée Lamartine, et poursuit ses études à la faculté des lettres, où elle obtient une licence de lettres classiques. Elle est reçue première à l'agrégation de grammaire en 1923. Elle enseigne durant l'année 1923-1924 au lycée français de Rome. Elle est professeure à l'université de Caen de 1933 à 1944, après avoir soutenu une thèse de doctorat d'État consacrée à La vieillesse de Chateaubriand (1830-1848) (prix de la meilleure thèse pour 1933). Elle est révoquée de l'enseignement supérieur en application du second statut des Juifs pendant le régime de Vichy et séjourne à Alger durant la guerre. Elle est réintégrée à la Libération et est nommée chef du service du livre à la direction des relations culturelles du ministère des Affaires étrangères. Elle est élue professeure de littérature française à la faculté des lettres de Paris en 1947, première femme nommée à ce poste et titulaire de la chaire de littérature française des XIXe et XXe siècles. En 1956, elle devient directrice de l'École normale supérieure de jeunes filles de Sèvres, poste qu'elle occupe jusqu'en 1974.
Marie-Jeanne Durry est l'autrice d'études sur la vieillesse de Chateaubriand, et d'ouvrages sur Stendhal, Marivaux, Flaubert, Nerval, Laforgue, Apollinaire, Giraudoux et Madame de La Fayette. Elle publie plusieurs recueils de poésie et obtient, en 1977, le grand prix de poésie de l'Académie française pour l'ensemble de son œuvre.
Elle fonde, en 1971, la revue Création, consacrée à la poésie et la dirige jusqu'au no 18.

### Vie privée
Marie-Jeanne Durry est la sœur de François Walter, haut fonctionnaire. Elle épouse le latiniste Marcel Durry (1895-1978), ancien élève de l'École normale supérieure et de l'École française de Rome. Ils sont les parents de Georges Durry (né en 1930), ancien président et professeur émérite de l'université Panthéon-Assas Paris-II, et de Jean Durry (né en 1936), journaliste sportif et créateur du musée national du Sport. 

## Distinctions
- 1949 : Chevalier de la Légion d'honneur[6]
- 1974 : Grand officier de la Légion d'honneur[3]
- 1977 : lauréate du Grand prix de poésie de l'Académie française[3]

## Œuvres
- Chateaubriand, Les aventures du dernier Abencérage, édité par Paul Hazard et Marie-Jeanne Durry, Paris, Champion, 1926
- L'ambassade romaine de Chateaubriand, Paris, Champion, 1927
- Chateaubriand et Hyde de Neuville ou Trente ans d'amitié : correspondance inédite, publiée par Marie-Jeanne Durry, 1929, Paris, Le Divan, 1929
- La vieillesse de Chateaubriand (1830-1848), Paris, Le Divan, 1933 [thèse de doctorat]
- En marge des Mémoires d'outre-tombe : fragments inédits, publiés par Marie-Jeanne Durry, Paris, Le Divan, 1933 [thèse complémentaire]
- Une lettre de Beaumarchais et de sa femme, Paris, Le Divan, 1937
- Quelques nouveautés sur Marivaux, Paris, Boivin, 1939
- Flaubert et ses projets inédits, Paris, Nizet, 1950
- Jules Laforgue, collection Poètes d'aujourd'hui, Paris, Seghers, 1952
- Gérard de Nerval et le mythe, Paris, Flammarion, 1956
- À propos de Marivaux, Paris, Sedes, 1960
- L'univers de Giraudoux, Paris, Mercure de France, 1961
- Madame de La Fayette, Paris, Mercure de France, 1962
- Guillaume Apollinaire, Alcools, Paris, Sedes, 1964 [cours donné à la Sorbonne de 1955 à 1957]
- La Cloison courbe, Paris, Seghers, 1949
- Le Huitième Jour, Paris, José Corti, 1949[7]
- Effacé, Paris, Seghers, 1954
- Soleils de sable, Paris, Seghers, 1958
- Mon ombre, Paris, Seghers, 1962
- Eden, Paris, Seghers, 1970
- Lignes de vie, Paris, Librairie Saint-Germain-des-Prés, 1973
- Orphée, Flammarion, 1976
- Création, A.R.P.F.M.C. (15 tomes parus)